# Siliana Sud (délégation)
Siliana Sud est une délégation tunisienne dépendant du gouvernorat de Siliana.
En 2004, elle compte 29 286 habitants dont 14 311 hommes et 14 975 femmes répartis dans 6 157 ménages et 6 531 logements.